# Lieviskänjärvi
Lieviskänjärvi är en sjö i kommunen Puumala i landskapet Södra Savolax i Finland. Arean är 40 hektar och strandlinjen är 5,6 kilometer lång. Sjön  ingår i Vuoksens huvudavrinningsområde.   Den ligger omkring 78 kilometer öster om S:t Michel och omkring 250 kilometer nordöst om Helsingfors. 